# ライスラーの反乱
ライスラーの反乱（ライスラーのはんらん、Leisler's Rebellion）は、17世紀末のニューヨーク植民地で起こった事件である。ドイツ系アメリカ人の商人であり、民兵隊の大尉であるジェイコブ・ライスラーが、植民地南部の支配を掌握して、1689年から1691年までの統治をおこなった。イングランドで起きた名誉革命と、1689年の、ニューヨークを含むニューイングランド王領でのボストン暴動の余波として起こったこの反乱は、王位を剥奪された国王ジェームズ2世への鬱積した不満が反映されている。 
イギリス国王の権威が回復したのは、1691年、イングランド軍と新総督がニューヨークに派遣されてからだった。ライスラーは逮捕された。逮捕したのは総督と軍で、裁判を行い、大逆罪を宣告した。ライスラーは死刑に処せられたが、この反乱により、ニューヨークは激しく敵対する二大勢力に分裂した。

## 反乱のきっかけ
1664年、イングランド軍がニューネーデルランドを制圧し、イギリス国王チャールズ2世がこの地を弟のジェームズ、当時のヨーク公に与え、望むように統治させた。ジェームズはこの地をイーストジャージーとウエストジャージーに分割して、他の出資者にまかせた。また、2人の廷臣に与えて、その廷臣が東西に分割したとも言われる。この植民地政府は、本質的に独裁制であり、強い権限を持つ総督と評議会（council）を有したが、選挙による議会はなかった。

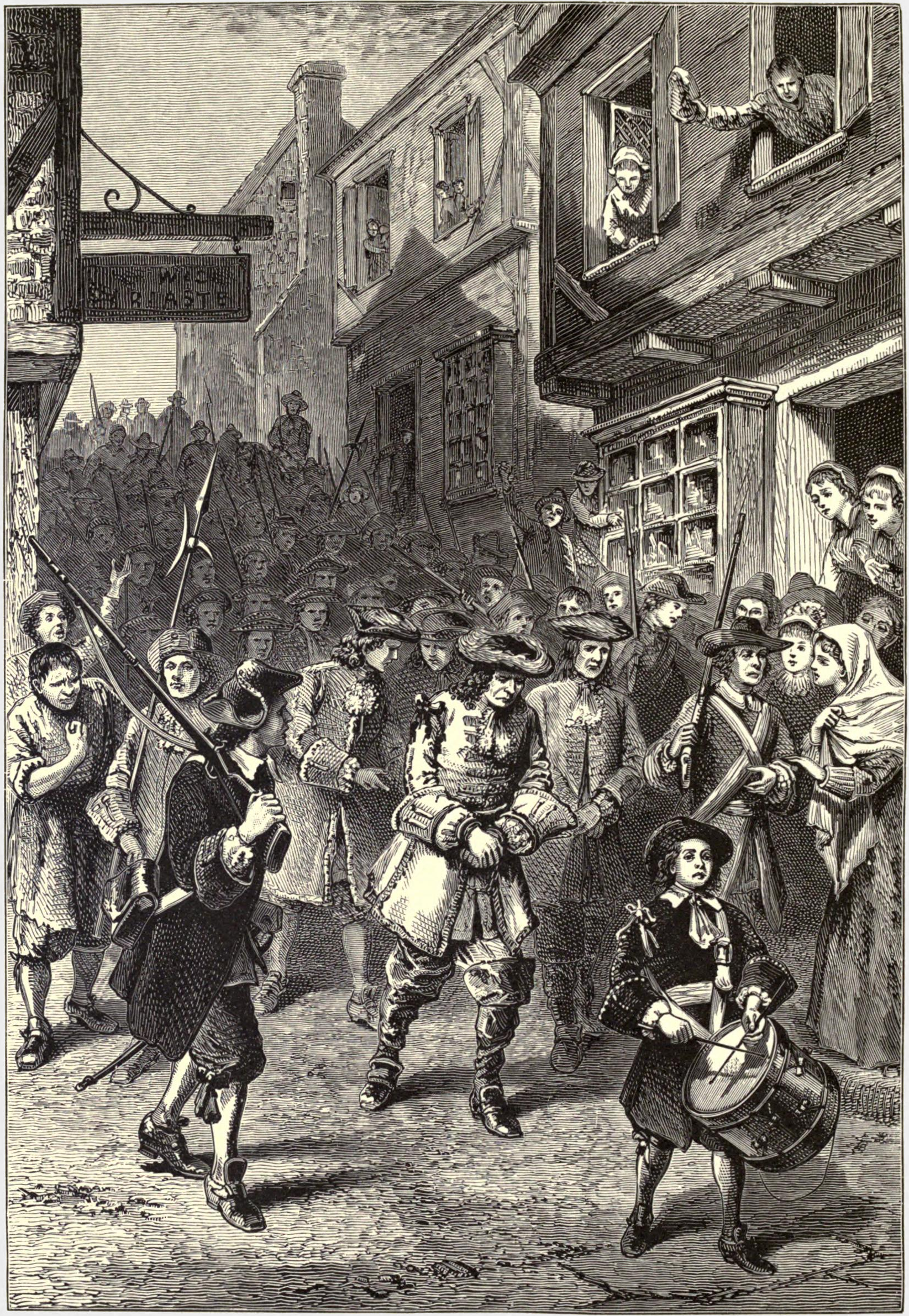
アンドロスの逮捕

1685年、ジェームズは兄の後を継いで王位に就き、翌年ニューイングランド王領を設立した。1688年5月、ジェームズはドミニオンにニューヨークと東西のジャージーを組み込んだ。自治領の総督であるサー・エドマンド・アンドロスは、この年の夏にニューヨークに到着し、自らの支配を打ち立て、イギリス海軍の大尉であったフランシス・ニコルソンを副総督に就任させ、自治領の統治をさせた。ニコルソンの統治は、地元の評議会からは補佐されたが、立法議会はそうでなかった。ニューヨークの住民からは「我々の昔からの特権を倒し、最も恣意的な統治をする」一連の勅選総督の候補と見られていた 。ニコルソンは、入植者を「彼らは被征服民であり、それゆえ…イングランド人としての特権や権利は要求することさえできないはずだ」
1688年の末に名誉革命が起き、カトリックのジェームズは退位に追い込まれ、プロテスタントのウィリアム3世とメアリー2世が代わって即位した。アンドロスの統治は、特にマサチューセッツでかなりの不評を買っていた。名誉革命のことを聞きつけるや、マサチューセッツの反アンドロス派は、この革命にかこつけて、自らの政治的利益のために暴動を起こした。1689年4月18日、ボストンに現れた暴徒は、指導者たち、自治領総督であるアンドロスや自治領の役人を逮捕した。この事件により、マサチューセッツや他のニューイングランドの植民地で暴動が段階的に起こり、急速に自治領結成前の状態に戻って行った。

## 高まる緊張

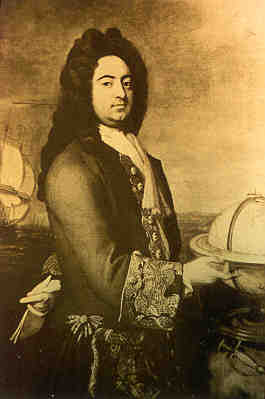
自治領副総督フランシス・ニコルソン

副総督のニコルソンは、4月26日までにはボストンの暴動のことを耳にしていた。しかし彼は、暴動のことも、また、イングランドでの名誉革命のこともなんら公表するための処置は取らなかった。ニューヨークで暴動が起きる可能性があるのを恐れていたのである。ロングアイランドにボストンの暴動の一報が届いた時、政治家や民兵の指揮官たちはかなり強引な姿勢を取るようになり、5月半ばまでに、多くの地域から自治領の役人たちが追い出された。時を同じくして、ニコルソンはフランスがイングランドに九年戦争（ウィリアム王戦争）の宣戦布告をしたことを知った。これにより、ニューヨーク北部のヌーベルフランスとの境界に、フランスとインディアンの連合軍が攻撃を加える恐れが出て来た。ニューヨークに駐屯する兵たちは、アンドロスの命令により、インディアンの活動に対処するべくメインに派遣されており、ニコルソンの部隊もやはり人手が足りなかった。ニコルソンは自分の兵ですら信用できないのに気づいていた。兵たちは、ポピュリズム主義者から、ニコルソンがカトリック的な統治をニューヨークに押しつけようとしていると吹きこまれていたからだ。インディアンの襲撃の噂に慌てふためくニューヨーク市民を鎮める目的で、ニコルソンは民兵を招集し、ジェームズ砦の陸軍駐屯部隊に合流させることにした。
ニューヨークの守りは手薄で、ニコルソンの評議会で、防備の改善資金として、輸入税課税に対する投票が行われた。このやり方は即座に反発を食った。多くの商人たちが、納税を拒否したのだ。特に反発した一人がジェイコブ・ライスラーだった。生まれのいいドイツ系移民で、カルヴィニズム信者であり、民兵隊の大尉でもあった。ライスラーは、自治領の統治への反対を声高に主張していた。ドミニオンの統治は、ニューヨークに「ポープリー」（Popery、カトリックの軽蔑的表現）を押しつけるものだと彼は見ており、ニコルソンに忠実な者たちを覆す役割を演じるつもりでいた。5月22日、ニコルソンの評議会は民兵たちの請願を受けた。民兵たちはニューヨークの防御を早急に改善することを訴え、また、ジェームズ砦の火薬庫への道順を知りたがっていた。後者のほうは拒否されたが、ニューヨークでは火薬の供給が不足しており、それに対する懸念が高まっていた。指導者たちが、より多くの供給を求めて、ニューヨークの町中を探し始めたため、その懸念はますます募った。

## 暴動
1689年5月30日、ちょっとした事件が起こった。ニコルソンが民兵の士官に乱暴な物言いをして、これが高じておおっぴらな反乱が起きた。ニコルソンは短気なので有名であり、その士官に「お前たちに命令されるよりは、ニューヨークが燃えるのを見た方がましだ」と言った。ニコルソンが本当にニューヨークを燃やす準備をしているという噂が、町中を駆け巡った。翌日ニコルソンはその士官を呼び出し、職務を放棄するように求めた。この士官の指揮官であるエイブラハム・ド・ペイスターは、ニューヨークでも最も裕福な人物のひとりであったが、ニコルソンと激論を交わした後、やはり民兵の大尉である兄弟のヨハニスと、評議会の議場から怒って飛び出して行った。
民兵が召集され、一団となってジェームズ砦に向かって、砦を占拠した。火薬庫の鍵が必要となり、ある士官が評議会にやらされた。ニコルソンはついに折れ、「流血や損害を起こさないように」と言って鍵を渡した。翌日民兵隊は会議を開き、ライスラーに、ニューヨークの民兵隊の指揮を執るように求めた。ライスラーはそれを引き受け、反乱軍は、新しい国王と女王が正式な委任状を持った総督を派遣するまで、彼らの代理として砦を支配する宣言を出した。
民兵隊による暴動での、ライスラーの正確な役割は不明である。しかし彼の関与行為を指摘する多くの意見がある。彼と民兵隊大尉のチャールズ･ロードウィックは、5月22日にニコルソンに請願書を差し出している。彼の士官の一人ジョスト・ストールは、ジェームズ砦の門へ、一団となった民兵を率いており、また別の彼の士官は、火薬庫の鍵の申請のためにニコルソンの元にやらされている 。さらに、ニコルソンがニューヨークを発つのに集めた証書（後述）には、ライスラーが、首謀者として犯罪と関係しているとしたのはひとつもなかった。

### ライスラーの支配

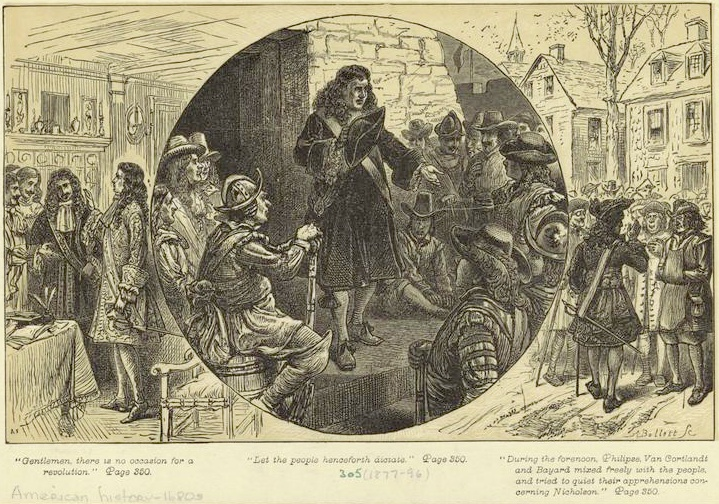
反乱を鎮めようとしているニコルソンの評議会議員たち（19世紀の銅版画）

この時点で民兵隊は砦を支配しており、また港も手中に収めていた。港に着いた船の乗客や船長は、ニコルソンや評議会といった外部への連絡を省略して、そのまま砦に入れた。6月6日、ニコルソンはイングランドへ戻ることを決め、イングランドでの訴訟に使う証書を集め始めた。6月10日にニコルソンはボストンを発ってジャージーの海岸へ向かった。そこで第2代リメリック伯爵トマス・ドンガンと落ち合って、すぐさま船を出してくれることを期待した。
ライスラーの支配は、当初は制限されたものだった。ニューヨークにはまだニコルソンの評議会議員、パトルーンズ（オランダ系の地主）のニコラス･ベイヤード、ステファヌス･ファン･コルトラント、そしてフレデリック･フィリプセがいた。彼らや、市長でもあるファン･コルトラントと彼の政府は、ライスラーの権威を認めなかった。コネチカット植民地のハートフォードで、新国王即位の声明が出された時、両者の間で、ニューヨークへこの声明を持って行く使者の争奪戦が起き、ライスラーの代理人が勝利した。6月22日、ライスラーはこの宣言を出帆した。その2日後、ファン･コルトラントが、イングランドの新国王が、アンドロスを総督に手配したという公文書の写しを受け取った。この文書の送付は、ロンドンのマサチューセッツ代表部の命によって遅らされていた 。この代表部は、追って知らせがあるまでは、非カトリックとはっきりわかる代表者たちが在任しており、ニコルソン不在時の評議会の規則を、法的に正当化していた。この記事に従って、ファン･コルトラントは、カトリックの関税徴集人を解雇し、ベイヤードその他が後任で関税業務を監督することになった。ライスラーはこの不当な権力の行使に反対し、民兵の部隊を率いて税関に押し掛けた。当時のニューヨークは、殆ど暴動に近い紛争状態だったが、両者の証言が残っており、ベイヤードは、暴徒から命からがら逃げ延びたことに触れている。そして彼はオールバニへ逃れた。数日たってファン･コルトラントも逃げた。フィリプセは政治家生活から身を引き、ライスラーはニューヨークの事実上の権限を握った。
6月26日、ローワーニューヨークとイーストジャージーの多くの地域から、代表団が結成され、状況を監督するための公安委員会が設立された 。この委員会は、基本的には、後のライスラーの政府の核となるもので、「国王、女王両陛下からの総督就任の命令が来るまで」ニューヨーク植民地の総司令官にライスラーを選んだ。7月から8月にかけて、ライスラーが選んだ、訓練を積んだされた民兵が「事実上」ニューヨークを仕切っていた。この資金は、ニコルソンが砦に預けていた植民地基金でまかなわれた。ライスラーは、彼を支持するコネチカットの役人からも、砦駐屯のための民兵部隊の援助を受けていた。ニコルソンの部隊は、8月1日に正式に解散し、ほぼ同時期に、フランスとイングランドが、戦闘状態に突入したと言う、正式な知らせが届いた 。本国の代表部への自らの立場を強めるために、ライスラーは、8月15日にジョスト･ストールとマシュー･クラークソンをイングランドに派遣した。彼らは文書を持参していた。ニコルソンがかつて、ニューヨークの住民に対して企んでいた陰謀への告訴の証拠となり、そして、ニコルソンの「圧政」に対する、ライスラーの行動の正当性を示すための文書だった。代表部はニューヨークの新しい憲章を要請し、ドミニオンが本国政府の援助なしで、ヌーベルフランスに勝利することを求めるよう指示を受けていた。新憲章に何らかの民主的な代議制度を盛り込むべきか、具体的な言及はなかった。その後の選挙で、ライスラーの公安委員会は10月にファン･コルトラントを正式解任し、ライスラーの支配は、ニューヨーク中に浸透したが、オールバニだけは例外だった。ベイヤードは、ニューヨークの投票率は極端に低く、かれこれ100人程度しか投票していないと言った。10月20日、この2人の評議会委員は、ライスラーの統治は違法であるとの宣言を出し、ライスラー以外の民兵の指揮官たちに支持をやめるよう命じた。しかしこの宣言の効き目はなかった。

### オールバニの抵抗
ライスラーの対抗勢力は、オールバニとその隣接した地域を支配した。7月1日、彼らは正式に新国王に宣言をし、8月1日には、統治のためのオールバニ協議会（Albany Convention）を設立した。会議にはオールバニの長老たち、ハドソン・リバー・バレーの裕福な地主や、民兵隊の指揮官たちもいた。この会議はオールバニの反ライスラー行動の中心となり、ライスラーが新国王から委任状を受け取らない限り、彼の統治を認めるのを無条件に拒んだ。
9月に入ると、オールバニの状況は緊迫した。地元のインディアンが、フランス領カナダの軍が今にも攻めて来るような噂を流したのだ。ライスラーが、ハドソン川上流への民兵増強作戦を中断したおかげで、オールバニの役人たちは、結局にはライスラーに泣きついた。ライスラーは、側近中の側近で、将来の義理の息子となるジェイコブ･ミルボーンに、民兵の部隊をつけて彼らに応じた。この部隊は、11月にはオールバニの軍事的実権を握ることになる。しかしながら、協議会は、ミルボーンが、支持との引き換えに要求した条件に反対し、またミルボーンはオールバニに入るのを拒否され、フレデリック砦にやらされた。あるイロコイ族の女がミルボーンにこう警告した。オールバニ近くのインディアンの大組織は、ミルボーンをオールバニの友人への脅威とみなしている、ここの軍事的主導権を握るのであれば、それに対して反抗するだろう。ミルボーンはニューヨークに引き返した。オールバニの会議はさらに隣接地域に援軍を懇願し、コネチカットがこれに応じて、11月末に80人の民兵を寄越した。
1690年が明けて間もなく、ライスラーはついにオールバニの支配権を手に入れた。近隣の地域のオールバニからの切り離しを目論む手段として、ライスラーは1月にシュネクタディでの選挙を呼びかけた。2月の始めに、フランスとインディアンとの侵略者による攻撃が起きた（これは、前年から北アメリカで始まっていたウィリアム王戦争の一戦闘だった）、この襲撃により、オールバニ協議会の立ち位置の弱さが露呈された。シュネクタディを守れなかったことで、互いが互いを非難していたが、ライスラーはこの状況をうまく利用した。彼はコネチカットの民兵隊に撤退するように説得し、自分の民兵隊をオールバニの北に置いて、その地域を取り締まらせた。外部からの大きな支持を失った会議は、条件付きで降伏した。

### ライスラーの統治
1689年の12月にニコルソンの住所宛てに手紙がこういう届いた。「ニコルソンが不在となってからしばらくの間は、上述ニューヨーク植民地の平和と行政法とをそのままにしておくよう注意する」この受取人は「この植民地の政府を引き受けることになる」ともあり、この手紙の配達人は、ファン・コルトラントかフィリプセを懸命に探したのだろうが、彼を捕えた民兵はライスラーの兵だった。ライスラーは自らの統治の正当性を主張するため、この手紙を利用し、「副総督」と自称するようになった。そして、公安委員会を総督の評議会に定めた。
次にライスラーは、税金と関税を徴収することにした。彼は部分的には成功したものの、統治に反対する役人たちから大きな抵抗を受けていた。彼らの一部は逮捕され、ライスラーの言うことを聞かない者たちの大部分は、他の者と替えられた。1690年の4月までには、実質的にニューヨークのすべての地域社会で、一部の役職はライスラーの任命による者たちになった。彼に任命された者たちは、ニューヨーク社会の象徴として、著名なオランダ系やイングランド系の住民が含まれていた 。しかし、彼の方針に対する抵抗は続き、6月6日には小規模な暴徒の襲撃を受けた。彼らは政治犯の釈放を要求し、ライスラーの課税の納付に反対していた。1690年の10月には、オランダ系のハーレムから、プロテスタントのイングランド人が住むクイーンズ、そしてオールバニまで、様々な地域で、ライスラーの統治への反対の声が起こった。
1690年のライスラー体制強化のための主な活動は、ヌーベルフランスへの遠征隊の組織であった。5月に行われた、隣接する植民地の代表者との会議では、この案が真っ先に具体化した。ニューヨーク部隊を編成するために、商人たちに物資の提供を命じ、それをやらない場合には、彼らの倉庫に侵入した。これらの活動に関して、ライスラーはかなり慎重な発言をしており、多くの商人たちは後になって払い戻しを受けた。コネチカットの士官たちは、ライスラーの選んだ指揮官である、ジェイコブ・ミルボーンの命令の承諾には乗り気でなく、彼ら自身の指揮官の経験を引き合いに出した。ライスラーは不本意ながらも、彼らの望むフィツ＝ジョン・ウィンスロップを黙認した。この遠征は、病気と、輸送と物資の補給が困難であったため解体した。完全な失敗だった。ウィンスロップは北部に小部隊を送り、ラ・プレイリーを襲わせて、シュネクタディ虐殺の恨みを晴らすことはできた。ライスラーはウィンスロップをこの失敗（原因が多かった）で非難し、短期間拘留して、コネチカット総督のロバート・トリートの抗議を招いた。

### 本国の対応

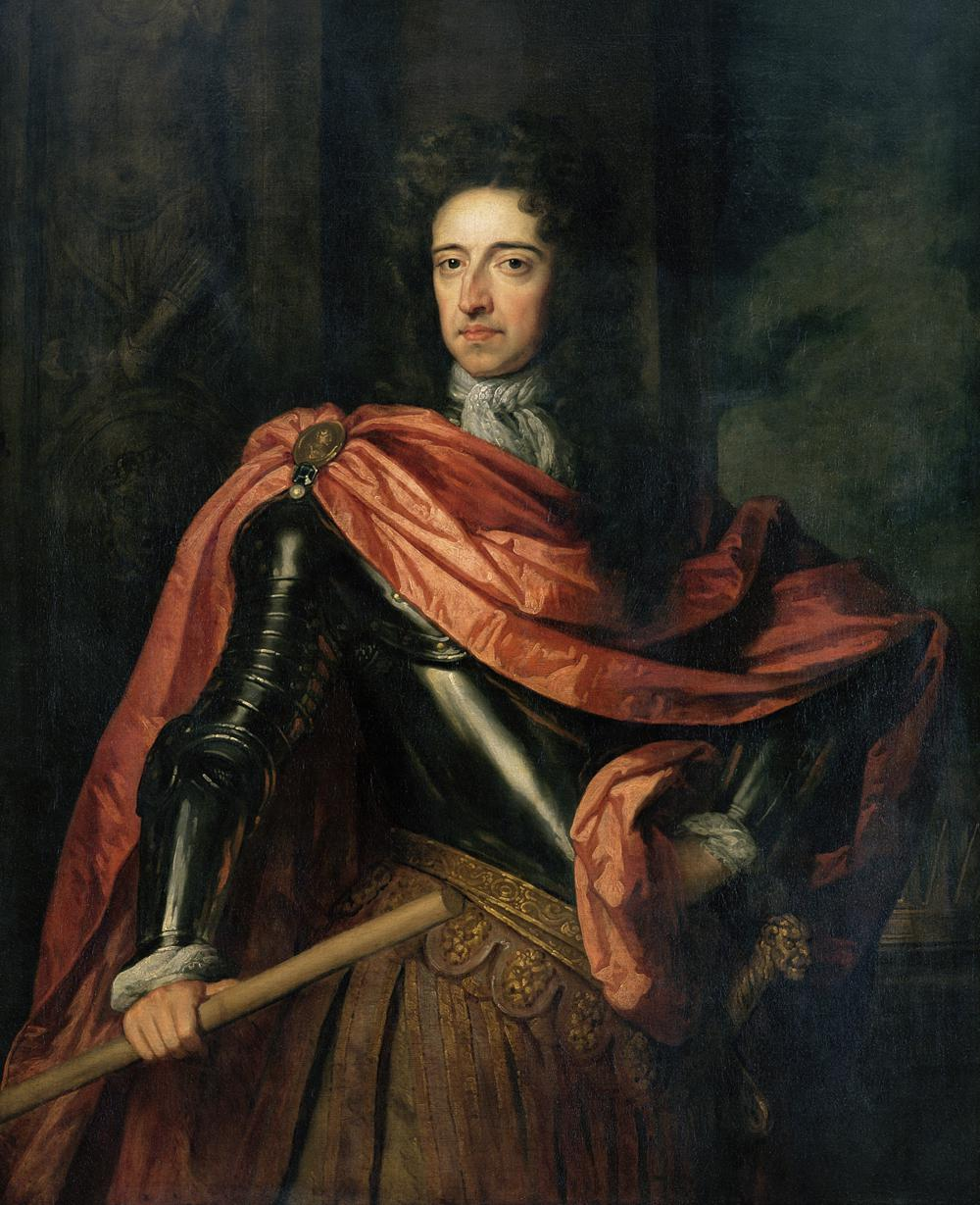
ウィリアム3世

新国王のウィリアム3世は、1689年末に大佐のヘンリー・スルーターをニューヨーク総督に任命したが、色々問題が起こったため、イングランドを発つのが遅れた。スルーターを乗せた船も、悪天候のために遅れ、1691年1月、副総督のイングランド軍少佐リチャード・インゴルデスビーの船の方が先に着いた。インゴルデスビーは公式書類を持たなかった（スルーターの船の方に積んであった）が、ライスラーは政府とジェームズ砦を明け渡すだろうと主張した。しかし6週間にわたってライスラー側の頑迷な抵抗と、やはり頑迷かつ傲慢なインゴルデスビーの振る舞いが続き、その間小競り合いがあった。町は軍の野営地となり、ライスラーの支持者数百人は砦を占拠していた。インゴルデスビーは、かつてのドミニオンの評議会の議員から、ライスラーへの対立を認められ、支持された。3月半ばまでに、インゴルデスビーは砦を包囲し、ここを急襲するぞと脅しをかけた。ライスラーは、疑わしい動きには、時折砦の大砲を撃ったが、これは入植者を数人殺すのに成功しただけだった。
この緊張の中、スルーターはニューヨークに着き、3月19日に委任状を公布した。そしてライスラーに砦を明け渡すよう要求した。ライスラーは、スルーターが本物の総督かどうか疑っていたが、ロンドンに行ったことのあるジョスト・ストールは、スルーターが本物であるとライスラーを納得させた。ライスラーは次に使者を送り、総督と交渉したいと言ったが、スルーターは、ライスラーが市民との交渉をせず、彼らを逮捕したことを指摘した。ライスラーは繰り返し、砦明け渡し要求を断り続けたが、ついに明け渡すように説得された。恐らくは、しびれを切らせた駐屯兵の説得だったのだろう。スルーターはライスラーと他の10名を大逆罪で逮捕し、彼が民兵に占拠させていた砦に投獄した。

## 死刑執行
スルーターは、ライスラーと反乱軍を聴取するために、特別法廷オイヤー・アンド・ターミナーを開いた。アブラハム・ド・ペイスターやチャールズ・ロードウィックのような一部の個人、当初の民兵出動時に、明らかな首謀者だった者などは引責されなかった。判事の顔ぶれは、かなりの数の反ライスラー派が占めていた。その中にはリチャード・インゴルデスビーもいた。そして裁判長を務めたのは、ドミニオンのかつての役人であるジョセフ・ダドリーだった。3月31日に、ライスラーは召喚され、罪状認否を問われた。主な罪状は、インデルゴスビーが、ニューヨークの副総督としての権限を用いようとした際、民兵隊で抵抗したことに関するものだった。ライスラーも、義理の息子のジェイコブ・ミルボーンも、法廷の合法性を受け入れず、事実の申し立てをしなかった。イングランドの法律では、大逆罪で起訴された個人には、法的協議を受ける権利が与えられないのに、ライスラーは協議を依頼し、認可された。他の反乱軍の者たちは、法廷の合法性を受け入れ、無罪を主張していた。4月1日、ライスラーは殺人の罪で起訴された。彼の統治中に起こった紛争によるものだった。

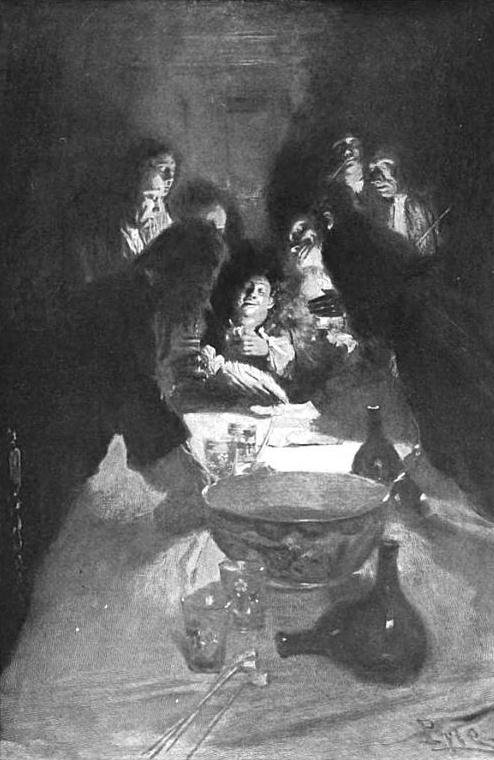
死刑令状に署名するスルーター総督 ハワード・パイル作

4月9日、スルーターは新しい植民地議会を召集した。ライスラー支持派による議会掌握にもかかわらず、彼の統治と活動を非難する法案が4月17日に可決された。この法案では、1690年のシュネクタディの虐殺さえ、彼のせいにされていた 。ライスラーとミルボーンに事実申し立てをさせるための試みが、法廷で繰り返し行われた後、2人は有罪宣告を受け、「首つり・内臓捩り・四つ裂きの刑に処し財産は没収」の判決を言い渡された。執行日は未定だった。
判決は5月半ばまで有効だった。5月初頭までに法廷は32の申し立てを聴取し、ライスラーとミルボーンを含む8人に有罪宣告をして死刑の判決を言い渡し、あとの者には無罪を言い渡し、または恩赦に処した。しかしライスラー支持派の活動は続いており、反ライスラー派が死刑執行のことで扇動したため、4月の終わりに、スタッテン島で、恐らくはライスラー支持派によるものと思われる暴動が起きたが、スルーターは、国王の意志がはっきりするまでとどめ置かれるべきと思っていた。5月7日、スルーターは、ことの次第を細かく記した報告書を国王と商務院に送った。商務院あての報告書には裁判の記録の写しが添えられていたが、国王への手紙には、ライスラーに対して極端に否定的な表現をしていた。報告書と手紙、いずれにも判決のことは書かれていなかった 。5月14日、法廷はライスラーとミルボーンを本国への嘆願にやるのを拒否した。また、スルーターの評議会は反ライスラー派が牛耳っており、スルーターに、速く2人の死刑を執行するようにせかした。スルーターは不承不承それを受け入れ、その夜死刑令状に署名した。ニコラス・ベイヤードその他によれば、スルーターはその時泥酔していた、少なくともかなりのアルコールを摂取していたといわれており、また後になって、スルーターは買収されていたのだという、よからぬ噂が広まった。5月16日、ライスラーとミルボーンは絞首刑に処せられた。ライスラーは最期の演説で、自分がやったことは「プロテスタント信者の栄光のため、現政府のため」のもので、ニューヨーク植民地を外部勢力から守ろうとしたと力説した 。2人の遺体は絞首台の下に埋葬され、財産は、市民権喪失のため差し押さえられた。5月19日、スルーターは、約20名の名前のわかっている個人を除いて、反乱軍の全員に恩赦を公布した。

## ライスラーをめぐるその後の動き
死刑の執行は、ライスラーとミルボーンを殉教者に仕立て上げ、ライスラー支持派と反対派の間の深い亀裂は少しも小さくならなかった 。支持派は代表者をロンドンに送り、最終的には彼の息子のジェイコブまで送って、政府の不正を糺すよう請願した。1692年の1月、彼らの請願が国王の耳に入り、4月には商務院が、受刑者への恩赦を勧告し、5月13日には女王メアリが後任総督のベンジャミン・フレッチャーに、他の6人の受刑者を赦免するように命じた。
その前年の1691年の7月23日、総督スルーターは急死しており、検死の結果、死因は肺炎であったにもかかわらず、あちこちで疑惑の目で見られ、毒を盛られたのだなどという噂もあった。彼が残した手紙には、死刑を執行するように周囲の勢力から「圧力をかけられた」と書かれていた。彼の任期の他の行為についても意見がとびかった。彼は、軍に払われるべき1,100ポンドを着服し、後任の総督となったインゴルデスビーに告訴されていたとも、拿捕船を強奪して、任期中に総督府で競売にかけ、再びそれを売り飛ばしたとも言われた。

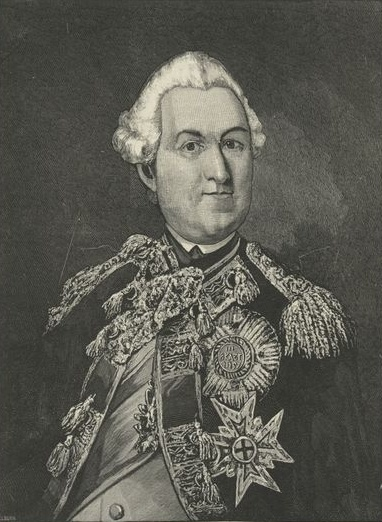
ベロモント伯リチャード・クート

ライスラー支持派の一人が、イングランドに行く途中でボストンに立ち寄ったところ、マサチューセッツ湾直轄植民地の新総督、サー・ウィリアム・フィップスから支持を要請された。ロンドンのマサチューセッツ代表部は、その当時、ライスラーの相続人代理として、市民権停止の破棄と、差し押さえられた財産の、遺族への返還の仕事に携わっていた。1695年、マサチューセッツの支持者サー・ヘンリー・シュルストとサー・コンスタンティン・ヘンリー・フィップスの助力を得て、イングランドの下院でこの法案が通った。上院でもこの案は通ったが、反ライスラー派の議員たちが、この法案を首尾よく下院の委員会に差し戻した。ジョセフ・ダドリーは広範囲にわたる聞き取りによって、自らの主張を数ある意見の中で通すために、ドイツ系のライスラーが不相応に権力を握ったとして告訴したが、法案はついに1695年5月2日に可決され、翌日国王の承諾を得た。
しかしながら、ライスラーの相続人が相続すべきものを受け取れたのは、1698年になってからだった。初代ベロモント伯爵リチャード・クートが、1695年にニューヨーク総督に任命されて、その年に就任した。この人物は、ライスラー支持で、イングランド議会での討論で忌憚なく物を言った。在任期間中（1701年在職中に没）政府内で、ライスラー支持派を要職に据えた。クートは、遺産を戻すように監督をし、ライスラーとミルボーンの遺体を、オランダ改革派の教会の中庭に埋葬し直した。
ライスラーの支持派と反対派の両派閥は、ニューヨーク植民地で争いを続けていたが、1710年にロバート・ハンターが総督として就任して後、ライスレリアン（ライスラー支持派）はイギリスのホイッグ党と、反ライスラー派はトーリー党との関係を深めるようになって行った。ハンターは概してライスラーに好意を持つホイッグであり、両派閥の間の敵意を和らげることが可能だった。

## その他の反乱
ウォーターマンが1991年に明らかにしたように、多くの歴史家たちはこの反乱を、イングランドの支配に対するオランダの反感であったととらえている。しかし、ライスラーはオランダ改革派教会の支援の取り込みには失敗している。彼は、ドイツ人の改革派の牧師の息子であり、大衆受けするアンチ＝カトリシズムを利用して、裕福な大商人より、小規模の商人や職人たちに支持された。彼の支持者は自分自身を、イングランド化に抗議する真のオランダ改革派の後継者と見ていた 。
17世紀後期には、植民地各地で対立が起こり、紛争を招いた。1676年にはヴァージニア植民地でベイコンの反乱が起こった。これは、インディアンとの領地をめぐる確執から、幅広い支持層を持つナサニエル・ベイコンが、総督の意思に反してインディアンを掃討し、一旦両者は和解したものの、再び対立するようになったものである。これでベイコンは、実質ヴァージニアの支配権を得るものの、彼の病死によりことは収束した。この反乱により、植民地の不満が表面化した。他にも、メリーランド植民地では、ニューヨーク同様に、植民地版名誉革命と言うべきものが起こった。権力側のカトリックと小規模農民側のプロテスタントとの対立があり、ジェームズ2世の退位と共に、小規模なプランテーション経営者、ジョン・クッドがカトリックの総督を追放し、プロテスタントの新国王に、メリーランド王領化を要請するにいたった。

## 関連書籍

### 一次出典
- Andrews, Charles (1915), Narratives of the insurrections, 1675–1690, Volume 16, New York: C. Scribner's Sons, OCLC 698030 Contains several contemporary partisan accounts of the rebellion.